# Thersander
Thersander is een figuur uit de Griekse mythologie. De naam kan naar verschillende personen verwijzen, waaronder:

## Thersander, zoon van Polyneikes
In de Ilias zegt de Griekse schrijver Homeros dat Thersander afstamt van de Epigonoi, die ten strijde trokken tegen Thebe om hun vaders te wreken (de Zeven tegen Thebe). Thersander is de zoon van Polyneikes en Argea.